# 尾翼果蝠屬
尾翼果蝠屬（学名：Pygoderma），哺乳綱、翼手目、葉口蝠科的一屬，而與尾翼果蝠屬（尾翼果蝠）同科的動物尚有南美毬果蝠屬（南美毬果蝠）、紅果蝠屬（紅果蝠）、白線蝠屬（白線蝠）、食花蝠屬（食花蝠）等之數種哺乳動物。

## 下属物种
本属包括以下物种：
- 尾翼果蝠 Pygoderma bilabiatum (Wagner, 1843)